# Уэлчли, Джон
Джон Расселл Уэлчли (англ. John Russell Welchli; 6 марта 1929, Детройт, Мичиган или Бей-Сити, Мичиган — 23 марта 2018, Гросс-Пойнт-Фармс, Мичиган) — американский гребец, выступавший за сборную США по академической гребле во второй половине 1950-х годов. Серебряный призёр летних Олимпийских игр в Мельбурне, многократный победитель и призёр первенств национального значения.

## Биография
Джон Уэлчли родился 6 марта 1929 года в Детройте, США. Во время учёбы в старшей школе увлекался многими видами спорта, в том числе плаванием, лёгкой атлетикой, бегом по пересечённой местности. Занимался греблей в местном детройтском гребном клубе под руководством тренера Уолтера Хувера.
Будучи сравнительно маленьким для классических гребных дисциплин (при весе около 73 кг), первое время выступал в дисциплинах лёгкого веса.
Наибольшего успеха в своей спортивной карьере добился в сезоне 1956 года, когда вошёл в основной состав американской национальной сборной и благодаря череде удачных выступлений удостоился права защищать честь страны на летних Олимпийских играх в Мельбурне. Находясь в команде, куда также вошли гребцы Джеймс Макинтош, Джон Маккинли и Арт Маккинли, занял в программе мужских распашных безрульных четвёрок второе место и завоевал тем самым серебряную олимпийскую медаль — в финале американский экипаж обошла только команда из Канады.
В общей сложности в течение своей спортивной карьеры выиграл в различных дисциплинах 32 золотые медали на объединённом канадско-американском национальном чемпионате.
Окончил школу бизнеса Мичиганского университета. В 1996 году газетой Detroit Free Press выдвигался на звание «Мичиганец года».
После завершения активной спортивной карьеры вплоть до 2010 года продолжал принимать участие в различных любительских соревнованиях, многократный победитель и призёр мастерских регат по академической гребле.
Умер 23 марта 2018 года в возрасте 89 лет.